# Stadio Is Arenas
Stadio Is Arenas nebo Stadio Comunale je sportovní stadion v italském městě Quartu Sant'Elena. Nejčastěji je využíván pro fotbal. Pojme 16 200 diváků a své domácí zápasy zde hraje tým Cagliari Calcio. Byl přestavěn roku 2012, protože Stadio Sant'Elia nevyhovoval požadavkům na pořádání prvoligových zápasů.